# Anthimus III van Constantinopel

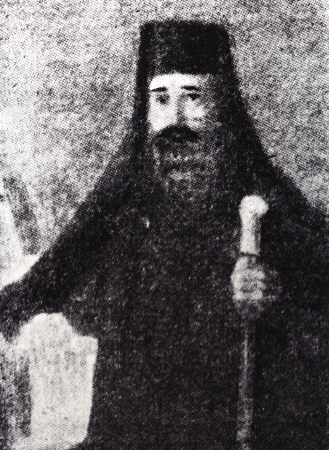
Anthimus III

Anthimus III (Grieks: Άνθιμος Γ΄) (Naxos, 1762 - Izmir, 1842) was patriarch van Constantinopel van 28 juli 1822 tot 9 juli 1824.

## Leven en werk
Anthimus III werd geboren in Koronis (Komiaki) op Naxos in 1762. Zijn vader was dorpspriester met de naam Chorianopoulos. Anthimus was diaken tijdens het patriarchaat van Neophytus VII van Constantinopel en Groot-Aartsdeken vanaf 1791. In april 1797 werd hij 'Protosyncellus' van het patriarchaat.
In 1797 werd hij gekozen tot metropoliet van Smyrna als opvolger van Gregorius, die tot patriarch werd gekozen als Gregorius V van Constantinopel. In 1821 werd hij gekozen tot metropoliet van Chalcedon (1821-1822). De Turken, bevreesd voor de verspreiding van de Griekse Onafhankelijkheidsoorlog, arresteerden hem en andere kerkleiders en sloten ze 7 maanden op in een gevangenis in Istanbul. In 1822, na de ophanging van Gregorius V en de dood van diens opvolger Eugenius II van Constantinopel als gevolg van martelingen door de Turken, werd Anthimus tot patriarch verkozen. Deze zat toen nog steeds in de gevangenis.
Als patriarch slaagde hij erin de Cypriotisch-Orthodoxe Kerk in stand te houden, in een tijd dat de Ottomanen doorgingen met executies van geestelijken en Christelijke notabelen op het eiland en ook een lid van de synode voorstander was van opheffing.
In 1824 werd Anthimus III afgezet door sultan Mahmut II omdat hij weigerde met hem samen te werken tegen de Griekse opstand; ook werd hij ervan beschuldigd dat hij voorstander was van onafhankelijkheid van de Serviërs van het Ottomaanse Rijk. Hij vluchtte naar Üsküdar en werd daarna verbannen naar een klooster in Kayseri, Cappadocië. Na maanden van ontberingen die zijn gezondheid schaadden, stond de sultan hem in december 1825 toe terug te keren naar Smyrna.
Daar verbleef hij in een kleine woning in Boven Mahalla en nam deel aan het plaatselijk kerkelijk leven. In 1831 en 1833 trad hij op als plaatsvervanger van de metropoliet van Smyrna. Hij overleed in 1842 in het Griekse ziekenhuis van Smyrna en schonk zijn vermogen aan kerken en liefdadigheidsorganisaties in de stad. Zijn begrafenis werd geleid door de metropoliet van Efese, Anthimus VI van Constantinopel. Hij werd begraven in de kerk van Johannes de Theoloog waar tot de Grieks-Turkse Oorlog (1919-1922) een grote icoon van hem aanwezig was.